# Young Doctors in Love
Young Doctors in Love (Médicos Loucos e Apaixonados, no Brasil) é um filme de comédia de 1982, produzido nos Estados Unidos e dirigido por Garry Marshall. Seguindo o mesmo tom de Airplane!, o filme é uma paródia a vários programas do gênero  hospital, como General Hospital. Foi protagonizado por Sean Young, Michael McKean, Harry Dean Stanton, Dabney Coleman e Patrick Macnee. Também apresentou Demi Moore em um de seus primeiros papéis no cinema.

## Elenco
- Sean Young - Dr. Stephanie Brody
- Michael McKean - Dr. Simon August
- Gary Friedkin - Dr. Milton Chamberlain
- Kyle T. Heffner - Dr. Chamberlain
- Rick Overton - Dr. Flicker
- Crystal Bernard - Julie
- Ted McGinley - Dr. DeVol
- Saul Rubinek - Kurtzman
- Harry Dean Stanton - Dr. Ludwig
- Hector Elizondo - Angelo
- Pamela Reed - Enfermeira Sprockett
- Dabney Coleman - Dr. Prang
- Michael Richards - Malamud Callahan
- Taylor Negron - Dr. Phil Burns
- Titos Vandis - Sal Bonafetti
- Patrick Macnee - Jacobs
- Haunani Minn - Nurse Chang
- Lynne Marie Stewart - Enfermeira Thatcher
- Richard Dean Anderson - Traficante de drogas (não creditado)